# JavaTV
JavaTV é uma biblioteca Java para, que contempla a maior parte dos recursos necessários para a operação de sistemas receptores de TV digital, simplificando assim o desenvolvimento de softwares, uma vez que os programadores de aplicativos podem se voltar ao tema principal da aplicação em desenvolvimento.
Depois que o governo brasileiro definiu o padrão de TV Digital no Brasil, o assunto foi amplamente comentado na mídia nacional.
Uma das mais importantes vantagens da TV digital é a possibilidade de interação com o usuário, através de aplicativos especialmente escritos, chamados xlets. Para criar aplicativos, o programador tem a sua disposição o middleware de TV digital. Três são considerados os mais importantes middlewares para TV digital aberta: o europeu (MHP do DVB), o japonês (ARIB do ISDB) e o americano, o DASE do ATSC.
Duas coisas todos eles têm em comum: o uso da codificação MPEG e da linguagem de programação Java. E no ambiente de desenvolvimento para Java, a biblioteca JavaTV é outra unanimidade: todos os middlewares comentados têm o JavaTV como base.